# Heemkundige Vereniging Nuwenspete
Heemkundige Vereniging Nuwenspete is een vereniging in de Nederlandse gemeente Nunspeet die de plaatselijke heemkunde en geschiedenis wil bevorderen. De vereniging is opgericht in 1985.

## Doelstelling
De Heemkundige Vereniging Nuwenspete heeft als doelstelling het bevorderen van kennis en belangstelling voor de verschillende facetten van heemkunde en geschiedenis: het heden en verleden van landschap, bodem, flora, fauna, bevolking, taal, folklore, klederdracht, bouwkunst en de cultuur in het algemeen. Daarbij stelt de vereniging zich de instandhouding en de bescherming van de schoonheid en het karakter van deze facetten doel. 
Deze doelstellingen gelden in het bijzonder voor het gebied van de gemeente Nunspeet, dat de dorpen Elspeet, Hulshorst, Nunspeet en Vierhouten omvat.
De vereniging tracht haar doel onder meer te bereiken door:
- onderzoek en studie van vraagstukken die op de doelstelling betrekking hebben;
- uitgave van een tijdschrift en andere geschriften;
- het aanleggen van verzamelingen;
- het benaderen van overheden, besturende lichamen en particulieren;
- het geven van voorlichting en advies aan derden.

## Werkgroepen
De vereniging kent een aantal werkgroepen, waaronder:
- Genealogie
- Nunspeet op foto, dia en film: Deze werkgroep verzamelt, beschrijft en digitaliseert foto's, dia's en films, zoals een film van de bevrijding van Nunspeet in april 1945.
- Bibliotheek: Deze werkgroep beheert de collectie boeken en bladen die kunnen worden geleend via de Oudheidkamer.
- Folklore/Klederdracht: Deze werkgroep verzorgt ook optredens waarbij werkdagse en zondagse dracht wordt getoond.
- Monumenten
- Streektaal: Deze werkgroep organiseert bijeenkomsten waar het Nunspeetse en Elspeetse dialect voertaal is, een jaarlijkse avond met vertellingen in de streektaal en publicaties in de streektaal.
- Elspete: Deze werkgroep stelt zich ten doel de geschiedenis en het culturele erfgoed van Elspeet te beschrijven en bewaren en het historische besef te bevorderen.
- Gevelatlas: Deze werkgroep wil in samenwerking met andere instanties komen tot een overzicht van de gevels in verschillende straten van Nunspeet rond 1935.
- Noorderheide: Deze werkgroep wil delen van het landgoed Noorderheide restaureren, waaronder de vijf met zwerfstenen gebouwd piramides en de gemetselde beek met bruggen en vijvers.

## Activiteiten
De vereniging organiseert verschillende activiteiten, zoals verenigingsavonden en verenigingsexcursies. Samen met de Ondernemersvereniging Nunspeet organiseert Nuwenspete de Eibertjesdag, een jaarlijkse braderie op de vrijdag na Hemelvaart.
Het verenigingsblad, de Mothoek, wordt vier keer per jaar uitgegeven.